# Früher Malingre

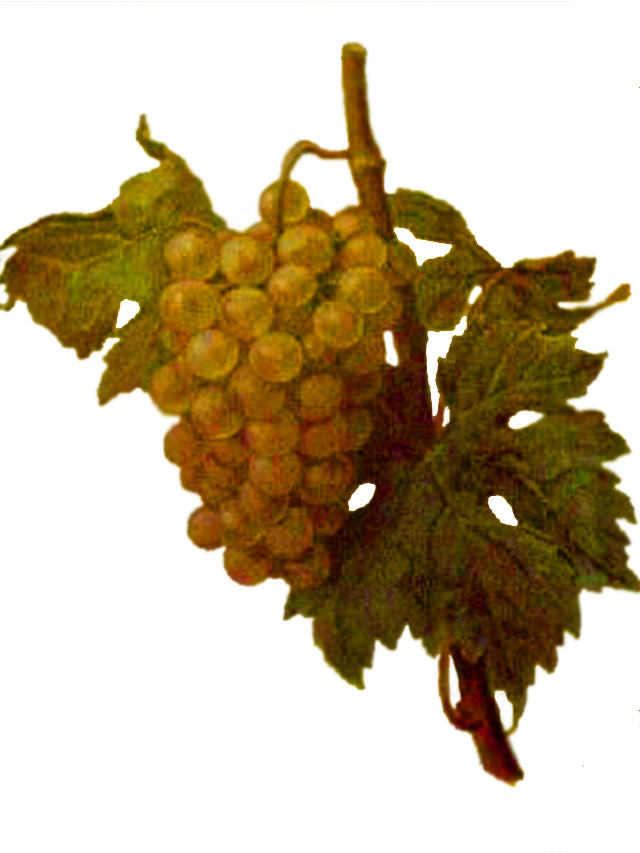
Früher Malingre im Buch von Viala & Vermorel

Früher Malingre ist eine Weißweinsorte, die um das Jahr 1840 von einem französischen Gärtner namens Malingre in der Nähe von Paris aus Sämlingen gezogen wurde, deren Herkunft unbekannt ist. Heute wird die Sorte vor allem als Tafeltraube in Hausgärten verwendet und in vielen Ländern wie Belgien, China, Deutschland, Frankreich, Kanada, Österreich, USA etc. kultiviert.
Besondere Bedeutung kommt dieser Sorte als Kreuzungspartner für viele Neuzüchtungen zu. Beispielhaft seien die Sorten Madeleine Angevine und Zarya Severa genannt. Madeleine Angevine ist ihrerseits Kreuzungspartner der bekannteren Sorten Perle von Csaba, Reichensteiner und Siegerrebe. Über die Kreuzung Gm 6494 ging Zarya Severa in die  Neuzüchtungen Bronner,  Baron, Cabernet Carbon, Prior und Souvignier gris ein.
Siehe auch die Artikel Weinbau in Deutschland, Weinbau in Frankreich, Weinbau in Italien, Weinbau in Kanada, Weinbau in Österreich und Weinbau in den Vereinigten Staaten sowie die Liste von Rebsorten.

## Ampelographische Sortenmerkmale
In der Ampelographie wird der Habitus folgendermaßen beschrieben:
- Die Triebspitze ist offen. Sie ist leichtflammig (manchmal nur spinnwebig) behaart mit leicht rötlichem Anflug an den Rändern. Die Jungblätter sind spinnwebig behaart und bereits stark gebuchtet.
- Die kleinen Blätter sind fünflappig und stark gebuchtet. Die Stielbucht ist lyrenförmig offen. Das Blatt ist spitz gesägt. Die Blattoberseite (auch Blattspreite genannt) ist blasig derb ausgeprägt.
- Die konus- bis walzenförmige Traube ist mittelgroß und lockerbeerig. Die länglichen Beeren sind mittelgroß und von gelblich bis grüner Farbe. Die Beeren sind dünnhäutig.

Früher Malingre reift fast 10 Tage vor dem Gutedel. Sie gilt somit als sehr früh reifend. Die Sorte trägt gut und verfügt über eine ausreichende Resistenz gegen Fäule. Die Beeren sind saftig und süß, weisen jedoch kein spezifisches Aroma auf. Aufgrund der dünnhäutigen Beeren ist die Sorte leicht anfällig gegen die Rohfäule und ein Transport der Beeren ist daher kaum möglich.

## Synonyme
Die Rebsorte Früher Malingre wird auch Blanc précoce de Malingre, Chasselas de Tramontaner, Dr. Schmidtmanns, Early Malingre, Früher gelber Malinger, Früher Malinger, Früreifender Malinger, Hodvabne, Hodvapne, Korai Malingre, Madeleine blanche de Malingre, Malenga, Malengr Precos, Malengr Prekos, Malengr ranii, Malingre koraija, Malingrovo rané, Malingrovo skoré, Pracosa, Prakosa, Précoce blanc, Précoce de Malingre, Precos Blan; Preko, Prekos de Malengr und Seyanets Malengra genannt.